# Трифонов Юрій Валентинович
Юрій Валентинович Трифонов (28 серпня 1925 Москва, СРСР — 28 березня 1981, там же) — радянський письменник, майстер «міської» прози, одна з головних фігур літературного процесу 1960-1970-х років в СРСР.
Крім художньої прози Трифонов відомий також як майстер спортивного репортажу та нарису. Активно співпрацював із центральними спортивними виданнями — газетою «Радянський спорт» та журналом «Фізкультура та спорт», у яких часто публікувалися його спортивні матеріали; видавництвом «Фізкультура та спорт» було випущено кілька збірок його спортивних нарисів.